# كوتشكون (قيلاب)
کوتشکون (بالفارسية: کوچکون) هي قرية تقع في قسم قيلاب الريفي، بمقاطعة أنديمشك التابعة لمحافظة خوزستان، إيران. يقدر عدد سكانها بـ 41 نسمة حسب الإحصاء السكاني الذي تمّ في عام 2006.